# Gelson Radaelli
Gelson Ivo Radaelli (Nova Bréscia, 16 de novembro de 1960 — Porto Alegre, 28 de novembro de 2020), mais conhecido por Gelson Radaelli, foi um premiado artista plástico, escultor e ilustrador brasileiro.

## Carreira
Em 1986 graduou-se em comunicação social. Foi editor de arte do jornal "O Continente". Participou de cursos com Karin Lambrecht, Michael Chapmam, Luis Baravelli, Armando Almeida e estudou pintura por 3 anos com Fernando Baril.
Residiu em Porto Alegre, onde administrava um restaurante de sua propriedade, o Atelier de Massas, cuja decoração idealizou, bem como o cardápio e a diversa seleção de vinhos, tornando-o um dos mais aclamados restaurantes italianos do país
Expôs suas pinturas em importantes espaços em sua cidade de residência e também em diversos estados com exposições individuais e coletivas.

## Morte
Dia 28 de novembro de 2020, após uma madrugada de trabalho em seu restaurante, Gelson Radaelli retornou para sua casa, em Porto Alegre, onde sofreu um mal súbito, vindo a falecer. Gelson deixou sua esposa, Rogéria, e seus filhos, Tulia e Teodoro. Seu falecimento gerou grande comoção na cidade de Porto Alegre e na comunidade artística brasileira, tendo sido realizadas diversas homenagens, inclusive pelo Museu de Arte do Rio Grande do Sul e pela Fundação Iberê Camargo. Também expressaram seus sentimentos amigos, familiares e admiradores de seu trabalho artístico e gastronômico. A despedida foi realizada em uma cerimônia pequena, fechada para amigos e familiares, no Angelus Memorial.
Em 2022 o Museu de Arte Contemporânea do Rio Grande do Sul realizou uma exposição homenageando seu legado e reunindo um grupo de 15 artistas que pertenciam ao seu círculo ou que foram influenciados por ele.

## Algumas exposições
- Salão Cidade de Porto Alegre, coletiva, Centro Municipal de Cultura, 1986[10]
- 48º Salão Paranaense, coletiva, Museu de Arte Contemporânea do Paraná, 1991[1]
- Projeto Macunaíma, coletiva, IBAC FUNARTE, 1993[10]
- Jovem Pintura Figurativa no Rio Grande do Sul, coletiva, Casa de Cultura Mario Quintana, 1994[1]
- A Pintura de Radaelli, individual, 2000[1]
- Figura na Pintura, coletiva, MACRS, 2001[1]
- Mostra de Lançamento do MAC no Cais do Porto, coletiva, MACRS, 2004[1]
- Paisagens Suspeitas, individual, Galeria Bolsa de Arte, 2008[1]
- Tormenta, individual, Usina do Gasômetro, 2010[10]
- A Medida do Gesto, coletiva, MACRS, 2013[1]
- Pintura: Modos de Usar, coletiva, MACRS, 2013[1]
- Neon, individual, MARGS, 2017[4]
- Insulares,  coletiva, MACRS, 2018[1]

## Prêmios
- Prêmio Açorianos de Destaque em Pintura: Gelson Radaelli - Exposição Tormenta - Galeria Iberê Camargo
- Prêmio Açorianos de Melhor Exposição Coletiva: Eduardo Haesbaert, Fabio Zimbres e Gelson Radaelli – Exposição A Casa do Desenho, Museu do Trabalho